# كاتيا غريفيثز
كاتيا غريفيثز (بالإسبانية: Katia Griffiths) هي متزحلقة حرة إسبانية، ولدت في 4 أغسطس 1981.

## وصلات خارجية
- كاتيا غريفيثز على موقع الاتحاد الدولي للتزلج (التزلج الحر) (الإنجليزية)
- كاتيا غريفيثز على موقع أوليمبيديا (الإنجليزية)